# 榮耀再臨
《榮耀再臨》（Glorious Appearing）是末世小說系列中的小說，由黎曦庭（Tim LaHaye）及曾健時（Jerry B. Jenkins）所著。這是整個系列中的最後一本書。

## 主要人物
- 史雷– 主要人物，資深飛機師，「災難之光」的領袖
- 史雪– 史雷的女兒
- 「波哥」黃金麟 – 前新聞記者和史雪的丈夫
- 禹利
- 陶明
- 霍安納
- 巴猶大
- 黃程
- 娜美
- 翟克
- 蔡百圖
- 羅錢–　著名植物學家
- 賈龍

## 外部連結
- 官方網站 （页面存档备份，存于）